# Modulador de radiofrequência
Modulador de radiofrequência (ou modulador RF) é um circuito eletrônico que realiza a modulação de uma portadora de radiofrequência (RF) por um sinal contendo uma informação (geralmente sinal de vídeo ou de áudio). 
Basicamente ele consiste de um circuito oscilador que gera o sinal de portadora (RF) e mais um circuito combinador/misturador (o modulador em si) podendo ainda haver uma etapa amplificadora.
O sinal de saída resultante é encaminhado a uma antena ou cabo coaxial.
Moduladores de RF podem ser em amplitude modulada, frequência modulada ou outro tipo.